# Trofeo de Campeones de la Liga Profesional 2022 (reserva)
El Trofeo de Campeones de la Liga Profesional 2022 o Trofeo de Campeones de la Reserva 2022 fue la segunda edición de esta competición organizada por la Asociación del Fútbol Argentino. Se enfrentaron Boca Juniors, campeón de la Reserva de la Liga Profesional 2022, y Lanús, campeón de la Copa de la Liga Profesional de Reserva 2022. El partido se jugó el 1 de noviembre.

## Equipos clasificados
| Boca Juniors | Campeón del Torneo de Reserva 2022                        |
| Lanús        | Campeón de la Copa de la Liga Profesional de Reserva 2022 |

## Partido
| 1 de noviembre de 2022 | Boca Juniors               | 2:0 (0:0) | Lanús | Estadio Ciudad de Vicente López, Vicente López |                              |
| 15:00                  | Zalazar 76' · Di Lollo 86' |           |       | Árbitro(s): Lautaro Hillkirk                   | Árbitro(s): Lautaro Hillkirk |

|                                 |
|                                 |
| Campeón Boca Juniors 2.º título |